# Allochrostes uniornata
Allochrostes uniornata är en fjärilsart som beskrevs av Louis Beethoven Prout 1935. Allochrostes uniornata ingår i släktet Allochrostes och familjen mätare. Inga underarter finns listade i Catalogue of Life.